# Calycobolus micranthus
Calycobolus micranthus är en vindeväxtart som först beskrevs av Carl Lebrecht Udo Dammer, och fick sitt nu gällande namn av Hermann Heino Heine. Calycobolus micranthus ingår i släktet Calycobolus och familjen vindeväxter. Inga underarter finns listade i Catalogue of Life.